# Sony Xperia Z
Xperia Z là một chiếc điện thoại thông minh chạy hệ điều hành Android đến từ Sony Mobile, thuộc tập đoàn Sony.
Xperia Z được giới thiệu tại CES 2013 và được phát hành đầu tiên tại Nhật Bản vào ngày 9 tháng 2 năm 2013. Nó chạy hệ điều hành Android 4.1.2 (Jelly Bean), có khả năng chống nước, chống bụi với chứng chỉ IP55 và IP57 (có thể ngâm trong nước ở độ sâu 1m trong vòng 30 phút). Xperia Z mang trên mình thiết kế hoàn toàn mới của Sony mang tên 'Omni-Balance'.
Xperia Z có nhiều biến thể, gồm Xperia ZL cùng cấu hình nhưng không có khả năng chống nước, bên cạnh đó là chiếc điện thoại lai máy tính bảng có tên Xperia Z Ultra, với màn hình rộng 6.44 inch và một cấu hình mạnh hơn.

## Phần cứng
Xperia Z (139 x 71 x 7.9) sở hữu màn hình rộng 5 inch độ phân giải fullHD (1920x1080), trang bị công nghệ Mobile Bravia Engine 2.
Bên trong máy là bộ vi xử lý  Qualcomm Snapdragon S4 Pro, RAM 2GB, bộ nhớ trong 16GB và có thể mở rộng bộ nhớ bằng thẻ MicroSD.
Máy được trang bị cảm biến ExmorRS 13,1 megapixel, có khả năng zoom 16x và nhiều tính năng cao cấp. Camera trước có độ phân giải 2,2 megapixel. Cả hai camera đều có khả năng quay phim fullHD 1080p.

## Đón nhận và đánh giá
Xperia Z đã nhận được giải thưởng Điện thoại thông minh tốt nhất tại CES 2013. Theo Sony, doanh số của Xperia Z là rất tốt, với 150 000 máy được bán ra trong tuần đầu tiên tại quê nhà Nhật Bản.
Xperia Z được giới chuyên môn đánh giá rất cao.